# 永元 (南朝斉)
永元（えいげん）は、南北朝時代、南斉の東昏侯蕭宝巻の治世に行われた元号。
499年 - 501年。

## 出来事
- 2年10月：蕭懿が殺害される。
- 2年11月：蕭懿の弟、蕭衍が南康王蕭宝融を奉じて襄陽にて挙兵。
- 3年3月：南康王、江陵にて皇帝に即位（和帝）。蕭宝巻を廃立して涪陵王となす。中興と改元。
- 3年12月：蕭宝巻、宮中で殺害される。

## 西暦・干支との対照表
| 永泰 | 元年     | 2年      | 3年     |
| 西暦 | 499年    | 500年    | 501年   |
| 干支 | 己卯     | 庚辰     | 辛巳    |
| 北魏 | 太和23年 | 景明元年 | 景明2年 |